# میو برنان
میو برنان (انگلیسی: Maeve Brennan; ۶ ژانویهٔ ۱۹۱۷ – ۱ نوامبر ۱۹۹۳) روزنامه‌نگار و نویسنده داستان کوتاه اهل جمهوری ایرلند بود.